# Kagoshima United FC
Kagoshima United FC (鹿児島ユナイテッドFC?) är ett fotbollslag från Kagoshima i Kagoshima prefektur i Japan.
Laget spelar för närvarande (2022) i lägsta proffsligan J3 League.

## Placering tidigare säsonger
| Säsong | Nivå | Liga      | Placering | Referens | Notering |
| ------ | ---- | --------- | --------- | -------- | -------- |
| 2016   | 3    | J3 League | 5         | [ 1 ]    |          |
| 2017   | 3    | J3 League | 4         | [ 2 ]    |          |
| 2018   | 3    | J3 League | 2         | [ 3 ]    |          |
| 2019   | 2    | J2 League | 21        | [ 4 ]    |          |
| 2020   | 3    | J3 League | 4         | [ 5 ]    | Pandemin |
| 2021   | 3    | J3 League | 7         | [ 6 ]    | Pandemin |
| 2022   | 3    | J3 League | 3         | [ 7 ]    | Pandemin |
| 2023   | 3    | J3 League | 2         | [ 8 ]    |          |
| 2024   | 2    | J2 League | 19        | [ 9 ]    |          |

## Trupp 2022
Aktuell 23 april 2022.
| Nr | Land      | Pos | Namn             |
| -- | --------- | --- | ---------------- |
| 1  | Japan     | MV  | Ryota Izumori    |
| 3  | Brasilien | F   | Weslley          |
| 4  | Japan     | F   | Kenta Hirose     |
| 5  | Japan     | F   | Atsuki Satsukawa |
| 8  | Japan     | MF  | Taku Ushinohama  |
| 9  | Japan     | A   | Koki Arita       |
| 10 | Japan     | A   | Frank Romero     |
| 11 | Japan     | MF  | Junki Goryo      |
| 13 | Japan     | MV  | Shogo Onishi     |
| 14 | Japan     | MF  | Hiroya Nodake    |
| 15 | Japan     | F   | Eisuke Watanabe  |
| 16 | Japan     | MF  | Yuto Kide        |
| 17 | Japan     | F   | Kota Hoshi       |

| Nr | Land  | Pos | Namn                                          |
| -- | ----- | --- | --------------------------------------------- |
| 19 | Japan | A   | Shunsuke Yamamoto                             |
| 20 | Japan | MF  | Masayoshi Endo                                |
| 21 | Japan | MF  | Kohei Hattanda                                |
| 22 | Japan | F   | Mikiya Eto                                    |
| 23 | Japan | F   | Shosei Okamoto (lån från Albirex Niigata)     |
| 24 | Japan | F   | Kazuya Sunamori                               |
| 30 | Japan | MF  | Yuji Kimura                                   |
| 31 | Japan | MV  | Fuma Shirasaka (lån från Yokohama F. Marinos) |
| 35 | Japan | MF  | Shuto Nakahara                                |
| 36 | Japan | A   | Rei Yonezawa                                  |
| 40 | Japan | MF  | Kai Ishitsu                                   |
| 50 | Japan | F   | Shintaro Ihara                                |